# Ipswich Town FC
Az Ipswich Town FC, teljes nevén Ipswich Town Football Club vagy egyszerűen csak Ipswich, angol labdarúgócsapat. A 2024–2025-ös szezontól az első osztályban szerepel, mivel a legutóbbi szezonban, a másodosztályban a második helyet szerezte meg. Stadionja a Portman Road, amely több mint 30 ezer néző befogadására alkalmas.
A klubot 1878-ban alapították, de csak 1938-ban lett profi státuszú, ekkor csatlakozott a The Football League-hez. A klub Suffolk megye egyetlen profi csapata. A klub legnagyobb riválisa a Norwich, mellyel 1902 óta eddig 138 alkalommal vívták meg a kelet-angol derbit.
A klub legnagyobb sikerei a bajnoki cím (1961–62), valamint az UEFA-kupa-győzelem 1981-ből. A Premier League-ből a 2001–2002-es szezonban estek ki. A bajnoki címen kívül kétszer voltak másodikok (1980–81, 1981–82), valamint többször felállhattak a dobogó legalsó fokára is. A csapat a bajnoki cím kivételével a legnagyobb sikereket Sir Bobby Robson 13 éves edzősége alatt érte el. Egyetlen játékosa szerzett gólkirályi címet: Ray Crawford 1962-ben, a bajnoki cím megszerzésekor végzett az élen, holtversenyben Derek Kevannel.

## Története
A klubot 1878-ban alapították, ám ekkor még Ipswich AFC volt a neve, amelyet egészen 1888-ig meg is tartott. Ekkor egyesültek az Ipswich Rugby Clubbal, és a két klub egyesüléséből létrejött a mai klub, az Ipswich Town FC. A csapat ekkor még inkább csak megyei megmérettetéseken, például a Suffolk Challenge Cupon és a Suffolk Senior Cupon indult. 1907-ben csatlakoztak a dél-angliai amatőr labdarúgó-bajnoksághoz, amelyben egyre jobb eredményeket értek el. 1922-ben megnyerték a bajnokságot. Ezt később még három alkalommal (1930, 1933, 1934) megismételték, majd 1935-ben alapító tagjai lettek az Eastern Counties Football League-nek, amely jelenleg az angol labdarúgás kilenced- illetve tizedosztálya. A klub egy évvel később profi státuszú lett, majd csatlakozott a Southern Football League-hez (ma heted- és nyolcadosztály), ahol rögtön az első szezonban bajnok lett, a következőben pedig a harmadik helyen végzett.
A csapat 1938. május 30-án csatlakozott a The Football League-hez, és az első szezontól annak harmadosztályában (Football League Third Division South) játszott egészen az 1953–54-es szezon végéig, ekkor ugyanis megnyerték azt, és feljutottak a másodosztályba. Ekkor még nem tudtak bennmaradni, a szezon végén rögtön kiestek, de mikor a csapat edzője Sir Alf Ramsey lett, először megszilárdították helyüket a másodosztályban, majd 1961-ben, történetük során először, feljutottak az első osztályba.

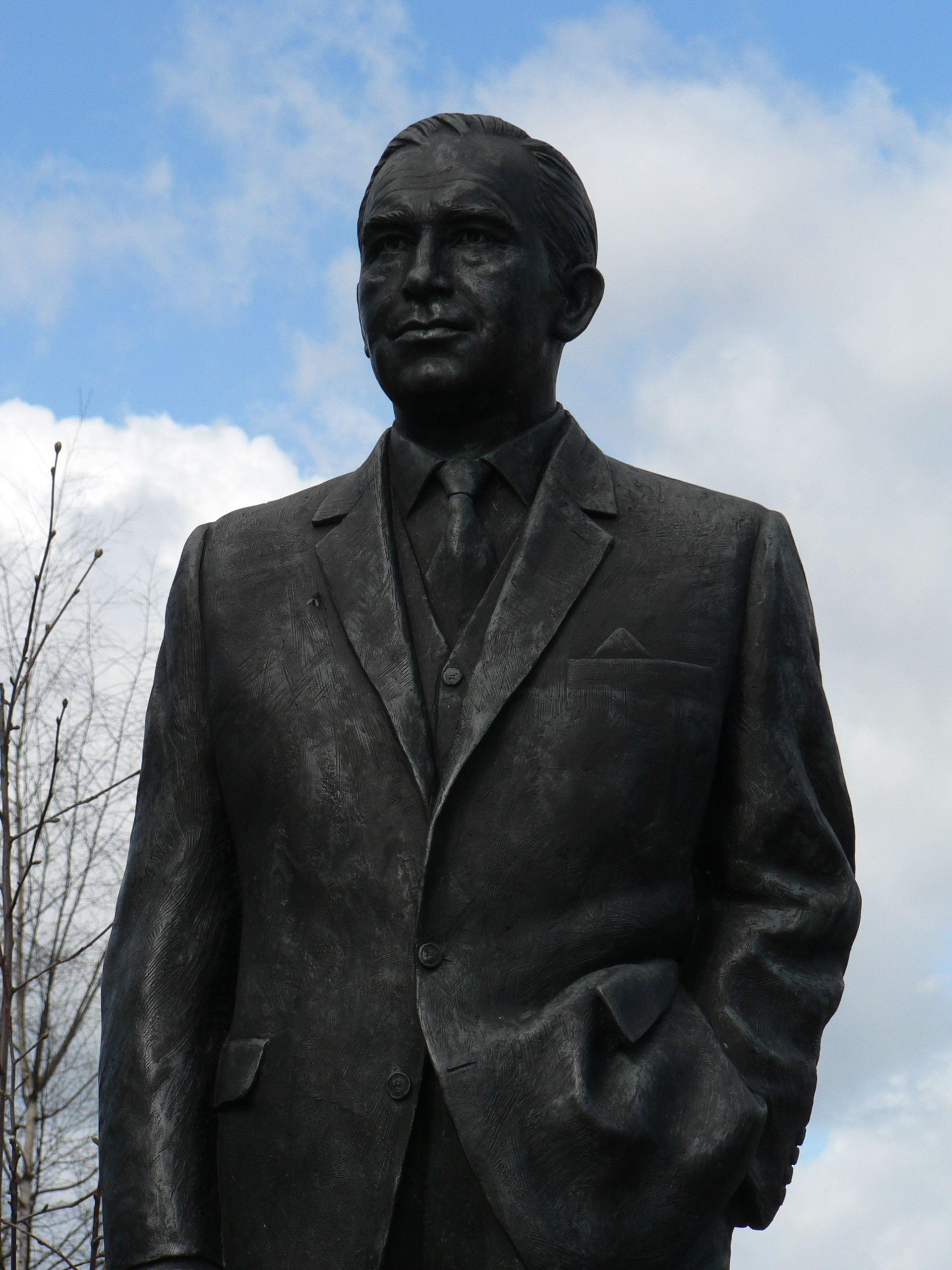
Sir Alf Ramsey szobra a Portman Roadnál.

Az első osztályban nem kellett sokat várni a sikerekre, rögtön az első szezonban bajnokok lettek. Bajnokként kvalifikálták magukat a BEK-be, ahol az első fordulóban a máltai Florianát 14:1-es összesítéssel búcsúztatták, majd a következő körben kiestek az AC Milan ellen. Ramsey 1963-ban elhagyta a csapatot (a válogatott szövetségi kapitánya lett), majd miután a válogatottal megnyerte az 1966-os labdarúgó-világbajnokságot, a királynőtől kitüntetést kapott a „labdarúgásért tett szolgálataiért”. Ramsey helyére Jackie Milburn került, akivel a bajnoki cím megnyerése után két évvel kiestek az élvonalból. A szezon során a 42 lőtt gól mellé 121 gólt kaptak. Milburn a szezon végén távozott a csapattól, helyére Bill McGarry került. A klub még négy évig a másodosztályban maradt, ekkor McGarry és segítője, Sammy Chung segítségével feljutott a csapat, ugyanis megnyerték a másodosztályt, mindössze egy ponttal megelőzve a Queens Park Rangerst. Milburn később a Wolverhamptonhoz szerződött, helyére 1969 januárjában Bobby Robson került.
Robson az itt eltöltött idő alatt sok szép sikert ért el a csapattal. A sikerszéria 1973-ban kezdődött, amikor is megnyerték a Texaco Cupot, és a bajnokságban a negyedik helyen végeztek. Ezzel történetük során először kvalifikálták magukat az UEFA-kupába. Robson a 70-es évek végéig egy erős csapatot hozott létre, többek között több saját nevelésű valamint válogatott angol labdarúgóval (John Wark, Terry Butcher, Paul Mariner), valamint egy holland párossal (Arnold Mühren, Frans Thijssen). Velük a csapat folyamatosan az első öt helyen végzett a bajnokságban, tehát szinte minden évben indulhattak az UEFA-kupában is. Az Ipswich legemlékezetesebb meccse egy Manchester United elleni volt, amikor 6–0-ra győzték le a „vörös ördögöket”. Ezen a mérkőzésen egyébként nagyobb is lehetett volna a különbség, de a United kapusa három büntetőt is hárított. Az első komolyabb siker az 1962-es bajnoki cím óta 1978-ban következett, amikor kupagyőztesek lettek, a döntőben legyőzve az Arsenal FC-t. Folytatásként az Ipswich 1981-ben az UEFA-kupát is megnyerte. Ebben, valamint a következő szezonban is a csapat a bajnokságban egyaránt a második helyen végzett.

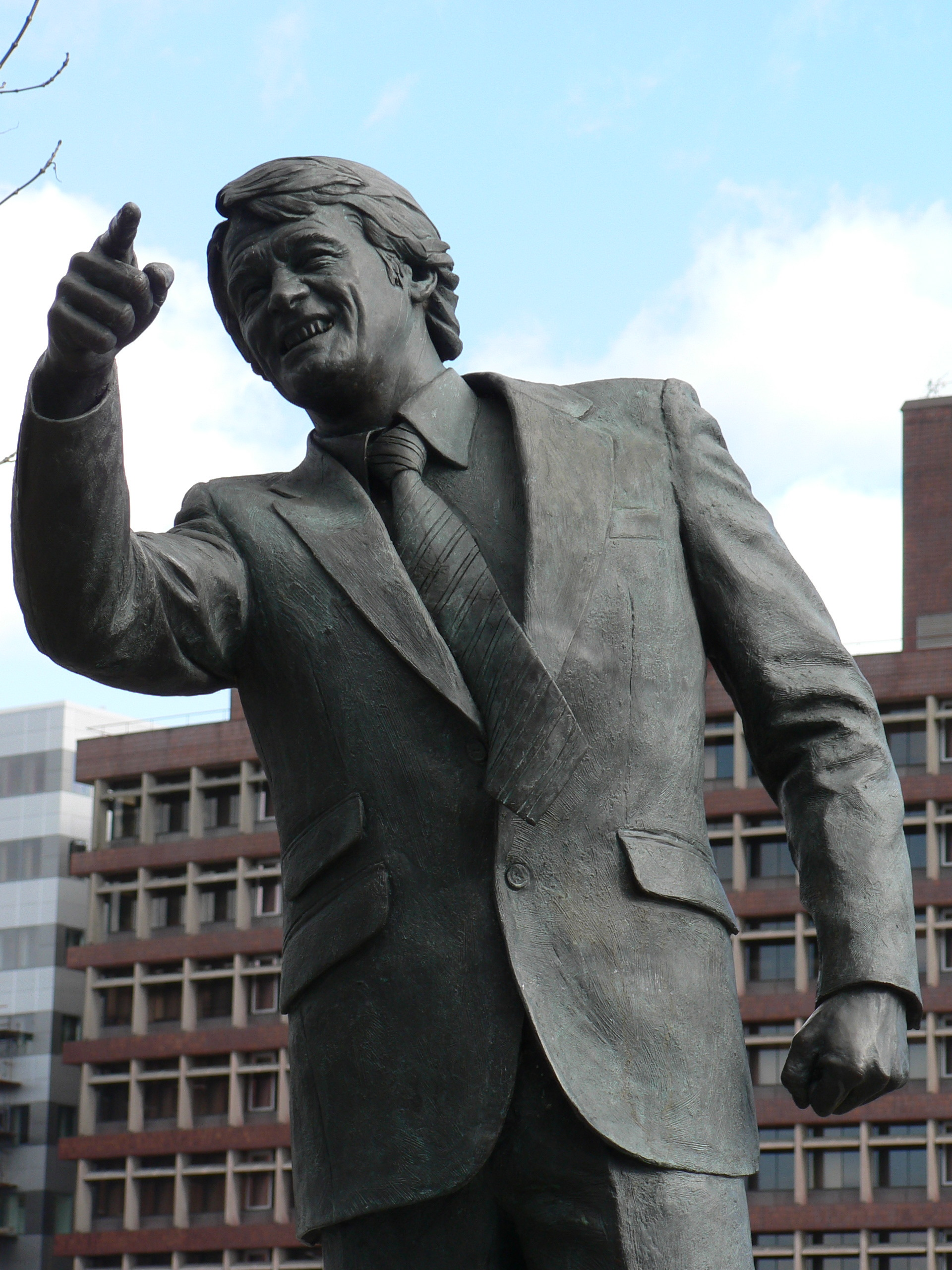
Sir Bobby Robson szobra a Portman Roadnál.

Robson sikerei az Ipswichcsel felkeltették az angol szövetség érdeklődését, és felkérték őt az angol válogatott szövetségi kapitányának, amit el is vállalt. Robson helyére addigi segítője, Bobby Ferguson került. Edzősége első két szezonjában a csapat mindkétszer a középmezőnyben végzett, majd fokozatos visszaesés után már a kiesés ellen harcoltak. Végül 1986-ban estek ki, és hat éven keresztül nem is sikerült visszajutniuk a legmagasabb osztályba. Ekkor még Ferguson maradhatott a csapat élén, ám mikor kiharcolták a rájátszást érő helyet, és ott kikaptak az elődöntőben, már lemondott. Helyét a következő három évben John Duncan foglalta el, akit John Lyall követett 1990 májusában. Lyall vezetésével a csapat megnyerte a másodosztályt, így automatikusan feljutott a frissen megalakult Premier League-be. A szezon első felében az Ipswich csak 2 vereséget szenvedett, így a téli szünetet a negyedik helyen tölthették. A tavaszi szezonban azonban visszaesés következett, és végü csak a csalódást keltő 16. helyen végeztek. A következő szezon még rosszabbul sikerült, ugyanis csak annak köszönhetően kerülték el a kiesést, hogy a Sheffield United FC 3–2-es vereséget szenvedett az utolsó fordulóban. Fél évvel később az eredmények még mindig nem javultak, így Lyallt decemberben kirúgták, a csapat pedig a szezon végén kiesett az élvonalból, ugyanis az új edzővel, George Burleyvel sem jöttek a várt eredmények, a bajnokság során például rekordnagyságú, 9–0-s vereséget szenvedtek a Manchester Unitedtől.
Miután kiestek, Burley maradt az edző. Vele sikerült három egymást követő szezonban rájátszást érő helyen végezni, de ezeken mindháromszor kiestek az elődöntőben. 2000-ben végül sikerrel jártak, és visszajutottak az élvonalba. Ekkor ugyanúgy rájátszáson kellett részt venniük, ám nem estek ki az elődöntőben, hanem megnyerték minden meccsüket, a döntőben a Barnsleyt legyőzve. Az első szezonban újonchoz képest rendkívül jól szerepeltek, rögtön az UEFA-kupa-indulást jelentő ötödik helyen végeztek, megelőzve például a Chelsea-t. A szezon végén Burley az év edzője lett az újonc csapattal elért UEFA-kupás helyezésért.
Az első osztályú tagság ezúttal csak két szezonra nyúlt, de az UEFA Fair Play-listája alapján az Ipswich a kiesés ellenére kvalifikálta magát az UEFA-kupába, ahol csak a harmadik körben esett ki, a cseh FC Slovan Liberec ellen. A másodosztályban Burleynek hamarosan mennie kellett, utolsó mérkőzése a Grimsby elleni 3–0-s vereség volt. A következő négy mérkőzésen megbízott edzőként Tony Mowbray tevékenykedett, majd utána a helyi rivális Norwich korábbi játékosa, Joe Royle lett. Royle feladata eleinte a kiesés elleni harc volt, amit sikeresen végre is hajtott, bár a szezon során sokáig úgy nézett ki, hogy lemaradnak a kiesés elleni rájátszást érő helyről. A 2003–04-es szezonnak már a korábbi pár év anyagi nehézségei nélkül vághattak neki, és folytathatták a feljutásért vívott harcot. Ebben a szezonban rögtön az ötödik helyen végeztek, de a rájátszás elődöntőjében a West Ham United ellen vereséget szenvedtek.
A következő szezonban ismét ott voltak a rájátszásban, ismét a West Hammel találkoztak, és ismét vereséget szenvedtek tőlük. 2006-ban a csapat teljesítménye nagyon visszaesett, és csak a 15. helyen végeztek. Ez volt a klub legrosszabb teljesítménye 1966 óta. Royle 2006 májusában lemondott, majd egy hónappal később a klub új vezetőedzője Jim Magilton lett. A klub 2007-ben tulajdonosváltáson esett át, az új tulajdonos Marcus Evans lett, aki a klubtulajdonosi posztért David Sullivannel folytatott versenyt. Az új tulajdonos 2007 decemberében fejezte be a klub átvételét, 85,7%-os részesedést szerezve a klubban. Az Ipswich 2008-ban egy 2013-ig szóló szponzorszerződést kötött Evans cégével, a Marcus Evans Grouppal, az eddigi leghosszabbat a klub történetében. Magiltont 2009-ben kirúgták a csapattól, helyére a Sunderland AFC korábbi edzője, a korábbi kiváló játékos, Roy Keane került. Az ő menedzseri ciklusának tizennyolc hónap után lett vége, miután második szezonjában sokáig csak kieső helyen állt az Ipswich. 2011 januárjában rövid időre megbízott edzőként Ian McParland vette át a csapatot, aki nem sokkal később Paul Jewellnek adta át a helyét.

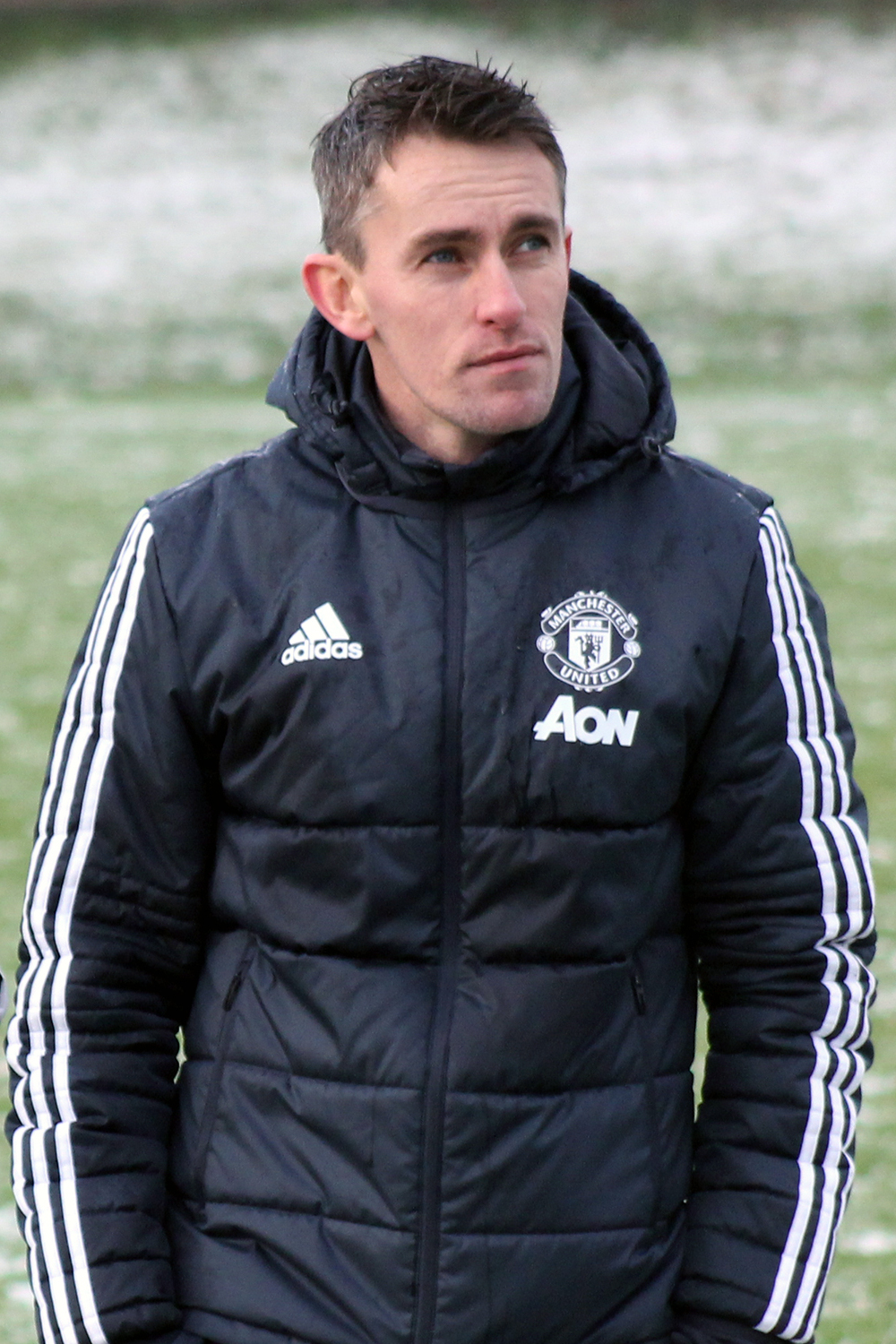
Kieran McKenna két év alatt a harmadosztályból a Premier League-be juttatta a csapatot

A 2021–2022-es szezon közben, mikor a harmadosztályban kiesés közelében álltak, kinevezték a csapat élére Kieran McKennát, a Manchester United korábbi segédedzőjét. A fiatal vezetőedző első szezonjában megmentette a kieséstől a csapatot, majd a következő két szezonban két feljutással a Premier League-be vezette a csapatot, 22 év után először. Úton az első osztályba a 2022–2023-as szezonban 19 mérkőzésig veretlenek voltak. Annak ellenére, hogy a következő évadban csak a bennmaradás volt a cél, az Ipswich több esetben is vezette a bajnokságot és végül az utolsó játéknapon bebiztosította feljutását az első osztályba. 2024. november 10-én az Ipswich 22 év után megnyerte első mérkőzését a Premier League-ben, Sam Szmodics és Liam Delap találataival 2–1-re megverve a Tottenham Hotspur csapatát. December 30-án a Chelsea ellen is diadalmaskodni tudtak, első hazai győzelmüket megszerezve az élvonalban 2002 óta.

## Mezszínek, címer
A klub egyik beceneve a The Blues (kékek), mivel eredetileg kék mezszínben játszották hazai mérkőzéseiket. Később sokáig kék-fehér csíkos felsőben szerepeltek, néha fekete, de leginkább kék nadrággal. Az évek során a ék szín árnyalata többször változott. Az első szponzori felirat 1981-ben került fel a mezre.
A játékosok mezén egészen a 60-as évek közepéig nem szerepelt a klub címere. Ekkor egy arany, ugró oroszlán került a mezekre, piros háttérrel. 1972-ben megszületett a klub jelenlegi előtti címere, melyet 1972-től 1995-ig használtak.
| Csapatszínek                                     | Csapatszínek | Csapatszínek |
| Csapatszínek                                     |              |              |
| Csapatszínek                                     |              |              |
|                                                  |              |              |
| A klub idegenbeli meze az 1999–2000-es szezonban |              |              |

## Stadion

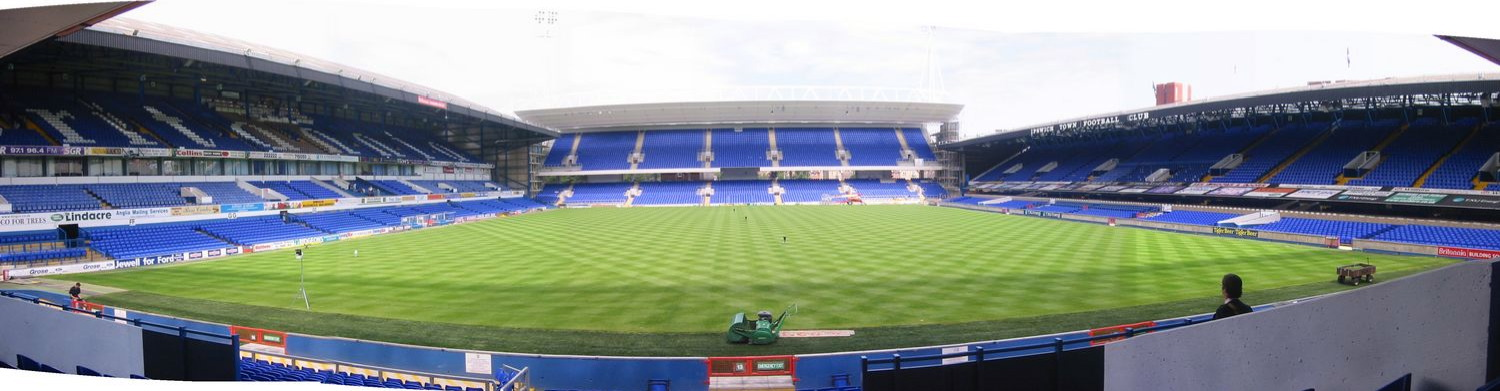
Panorámakép a Portman Roadról

1878 és 1884 között a csapat a Broomhill Parkban és a Brook's Hallban játszott. Jelenlegi stadionját, a Portman Roadot 1884 óta használja.
Az első szektort 1905-ben építették a Portman Road nevű út oldalán, amely fölé 1911-ben tetőt is húztak. A pályát az első világháború alatt a brit hadsereg teljesen tönkretette. 1936-ban a csapat profi státuszú lett, ekkor kezdte stadionját is fejleszteni. 1959-ben a világítást is felszerelték.
Az utóbbi évek bővítéseinek köszönhetően a stadion jelenlegi befogadóképessége valamivel több, mint 30 ezer fő. Az utóbbi tíz évben mind Sir Alf Ramsey, mind Sir Bobby Robson szobrát felállították a stadion előtt. 2009 szeptemberében az északi szektort Robsonról nevezték el. A stadiont többször is a másodosztály legjobb stadionjának választották.

## Szurkolók
A 2008-09-es szezonban az átlagnézőszám 20 873 volt, a hatodik legmagasabb a bajnokságban. A legtöbben, szám szerint 28 274-en a szezon során a Norwich elleni rangadón voltak.
A klub legfőbb riválisa a Norwich, a két csapat meccsét kelet-angol derbinek, vagy az Old Firm-ből alkotott szójáték után „Old Farm”-nak nevezik. Az örökmérleg szerint az Ipswich a sikeresebb, amely az eddigi 138 mérkőzés 45 százalékát nyerte meg, szemben a Norwich 37 százalékával. Döntetlen az esetek 18 százalékában született.
A klub egy újabb keletű beceneve a „The Tractor Boys” (Traktor-fiúk), utalva ezzel Ipswich város mezőgazdasági múltjára. Ez a név először az 1998-99-es szezonban szerepelt az angol sportsajtóban, azóta pedig közkedvelt becenév lett a szurkolók körében.

## Statisztika

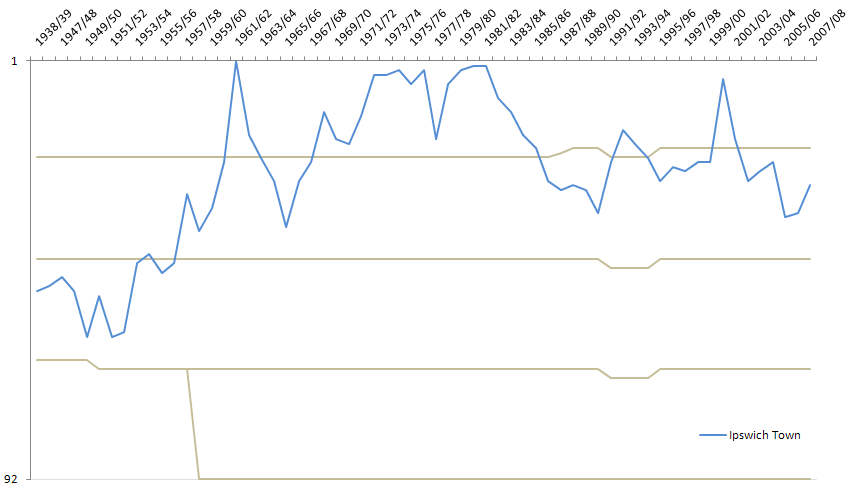
Az Ipswich helyezései az egyes szezonokban 1939 óta. A vízszintes vonalak az osztályokat jelzik.

Az Ipswich színeiben a legtöbb bajnoki mérkőzésen Mick Mills lépett pályára, 1966 és 1982 között összesen 591 alkalommal ölthette magára a klub mezét. A legtöbb bajnoki gólt, szám szerint 203-at, Ray Crawford szerezte 1958 és 1969 között, míg az egy szezonban szerzett legtöbb bajnoki gól Ted Phillips nevéhez fűződik, aki a harmadosztály 1956–1957-es szezonjában összesen 41 alkalommal talált a kapuba.
A klub legnagyobb különbségű győzelmeit a Portsmouth FC ellen 1964-ben, még a másodosztályban, valamint a Southampton FC ellen 1974-ben és West Bromwich Albion FC elleni mérkőzésen, 1976-ban aratta. Mindháromszor 7–0 volt a végeredmény. A klub legsúlyosabb vereségei eddig a Fulhamtől elszenvedett 10:1 (1963) és a Manchester United FC elleni 9–0 (1995).
A csapat eddigi legnagyobb hazai nézőszáma 38 010, ennyien egy 1975-ös, Leeds United FC elleni FA kupa-mérkőzésen voltak a lelátókon. Mivel azóta betiltották az állóhelyeket, ezáltal a stadionok mérete, köztük az Ipswiché is jelentősen lecsökkent, így valószínűtlen, hogy a közeljövőben ez a rekord megdőljön.
Az egyesület legdrágábban eladott játékosa Kieron Dyer, akiért a Newcastle United FC 1999 nyarán 6,5 millió fontot fizetett. A legdrágább játékosvásárlás Matteo Sereni nevéhez köthető, érte az Ipswich 2001 nyarán, a sikeres UEFA-kupa-selejtezők után, 4,75 millió fontot fizetett.

### Legtöbb mérkőzés

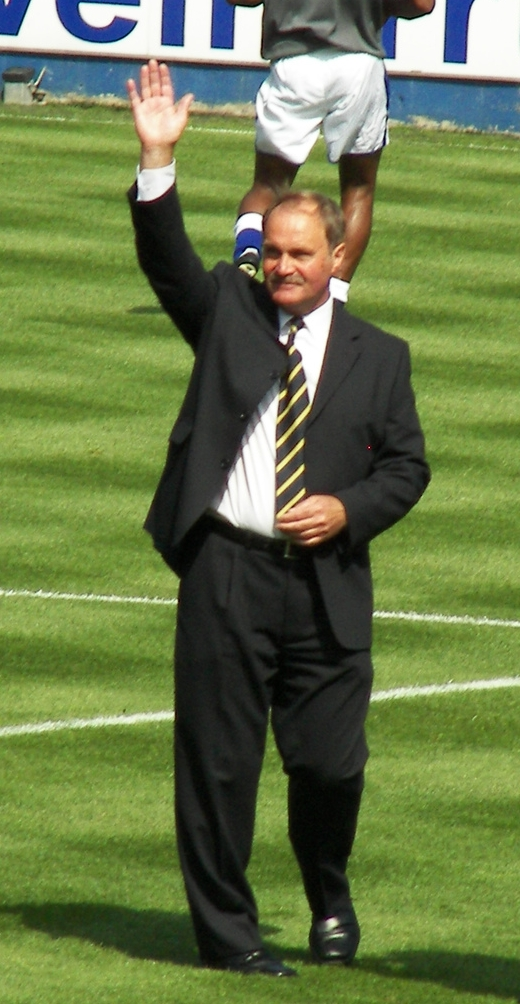
Mick Mills, a klub színeiben legtöbb mérkőzésen pályára lépő játékos

A csereként történő pályára lépések zárójelben szerepelnek.
| #  | Név            | Évek                    | Bajnokság | Kupa    | Ligakupa | Egyéb   | Összesen  |
| -- | -------------- | ----------------------- | --------- | ------- | -------- | ------- | --------- |
| 1  | Mick Mills     | 1965–82                 | 588 (+3)  | 57 (+5) | 43 (+1)  | 49 (0)  | 737 (+9)  |
| 2  | John Wark      | 1974–83 1987–89 1991–96 | 533 (+6)  | 55 (+1) | 42 (+1)  | 40 (0)  | 670 (+8)  |
| 3  | Mick Stockwell | 1982–2000               | 464 (+42) | 28 (+3) | 42 (+5)  | 21 (+3) | 555 (+53) |
| 4  | Paul Cooper    | 1973–86                 | 447       | 45      | 43       | 40      | 575       |
| 5  | George Burley  | 1973–85                 | 394       | 43      | 35       | 28      | 500       |
| 6  | Tommy Parker   | 1946–56                 | 428       | 37      | 0        | 10      | 475       |
| 7  | Billy Baxter   | 1960–70                 | 409 (0)   | 23 (+1) | 22       | 5       | 459 (+1)  |
| 8  | John Elsworthy | 1949–64                 | 398       | 27      | 6        | 4       | 435       |
| 9  | Jason Dozzell  | 1983–92 1997            | 320 (+20) | 22      | 29 (+1)  | 22      | 393 (+21) |
| 10 | Doug Rees      | 1957–60                 | 356       | 29      | 2        | 0       | 387 (0)   |

### Legeredményesebb gólszerzők
A klub legeredményesebb gólszerzője jelenleg Ray Crawford. Az 1970-71-es szezonban ő lett az első labdarúgó, aki mesterhármast szerzett az angol bajnokságban, a kupában, a ligakupában és a BEK-ben.
A lejátszott mérkőzések zárójelben szerepelnek.
| #  | Név            | Évek                    | Bajnokság | Kupa    | Ligakupa | Egyéb   | Összesen  |
| -- | -------------- | ----------------------- | --------- | ------- | -------- | ------- | --------- |
| 1  | Ray Crawford   | 1958–63 1965–68         | 204 (320) | 5 (18)  | 0 (10)   | 9 (6)   | 218 (354) |
| 2  | John Wark      | 1974–83 1987–89 1991–96 | 135 (539) | 12 (56) | 25 (43)  | 18 (40) | 190 (678) |
| 3  | Ted Phillips   | 1953–63                 | 161 (269) | 9 (12)  | 7 (5)    | 6 (7)   | 181 (295) |
| 4  | Tom Garneys    | 1951–58                 | 123 (248) | 20 (25) | 0 (0)    | 0 (0)   | 143 (273) |
| 5  | Paul Mariner   | 1976–83                 | 96 (260)  | 19 (31) | 8 (28)   | 12 (28) | 135 (339) |
| 6  | Trevor Whymark | 1969–78                 | 75 (261)  | 2 (21)  | 9 (20)   | 18 (33) | 104 (335) |
| 7  | Eric Gates     | 1973–84                 | 73 (296)  | 8 (26)  | 8 (29)   | 7 (27)  | 96 (378)  |
| 8  | Tommy Parker   | 1946–56                 | 86 (428)  | 7 (37)  | 0 (0)    | 2 (10)  | 95 (475)  |
| 9  | Alan Brazil    | 1977–82                 | 70 (154)  | 6 (20)  | 3 (17)   | 1 (21)  | 80 (210)  |
| 10 | Jason Dozzell  | 1983–92 1997            | 52 (340)  | 12 (22) | 3 (30)   | 4 (22)  | 72 (414)  |

## Játékoskeret
2024. augusztus 23-án lett frissítve:
| Mezszám       | Név              | Nemzet    | Posztok     | Szül. év (kor)                 | Megjegyzés:                      |         |         |         |         |
| Kapusok       | Kapusok          | Kapusok   | Kapusok     | Kapusok                        | Kapusok                          | Kapusok | Kapusok | Kapusok | Kapusok |
| ------------- | ---------------- | --------- | ----------- | ------------------------------ | -------------------------------- | ------- | ------- | ------- | ------- |
| 1             | Arijanet Muric   | koszovói  | kapus       | 1998. november 7. (26 éves)    |                                  |         |         |         |         |
| 13            | Cieran Slicker   | skót      | kapus       | 2002. szeptember 15. (22 éves) |                                  |         |         |         |         |
| 28            | Christian Walton | angol     | kapus       | 1995. november 9. (29 éves)    |                                  |         |         |         |         |
| Védők         |                  |           |             |                                |                                  |         |         |         |         |
| 2             | Harry Clarke     | angol     | hátvéd      | 2001. március 2. (24 éves)     |                                  |         |         |         |         |
| 3             | Leif Davis       | angol     | hátvéd      | 1999. december 31. (25 éves)   |                                  |         |         |         |         |
| 6             | Luke Woolfenden  | angol     | hátvéd      | 1998. október 21. (26 éves)    |                                  |         |         |         |         |
| 15            | Cameron Burgess  | ausztrál  | hátvéd      | 1995. október 21. (29 éves)    |                                  |         |         |         |         |
| 18            | Ben Johnson      | angol     | hátvéd      | 2000. január 24. (25 éves)     |                                  |         |         |         |         |
| 22            | Conor Townsend   | angol     | hátvéd      | 1993. március 4. (32 éves)     |                                  |         |         |         |         |
| 24            | Jacob Greaves    | angol     | hátvéd      | 2000. szeptember 12. (24 éves) |                                  |         |         |         |         |
| 26            | Dara O'Shea      | ír        | hátvéd      | 1999. március 4. (26 éves)     |                                  |         |         |         |         |
| 40            | Axel Tuanzebe    | kongói    | hátvéd      | 1997. november 14. (27 éves)   |                                  |         |         |         |         |
| Középpályások |                  |           |             |                                |                                  |         |         |         |         |
| 5             | Sam Morsy        | egyiptomi | középpályás | 1991. szeptember 10. (33 éves) |                                  |         |         |         |         |
| 7             | Wes Burns        | walesi    | középpályás | 1994. november 24. (30 éves)   |                                  |         |         |         |         |
| 8             | Kalvin Phillips  | angol     | középpályás | 1995. december 2. (29 éves)    | kölcsönben a Manchester City-től |         |         |         |         |
| 12            | Jens Cajuste     | svéd      | középpályás | 1999. augusztus 10. (25 éves)  | kölcsönben a SSC Napoli-től      |         |         |         |         |
| 14            | Jack Taylor      | ír        | középpályás | 1998. június 23. (26 éves)     |                                  |         |         |         |         |
| 20            | Omari Hutchinson | angol     | középpályás | 2003. október 30. (21 éves)    |                                  |         |         |         |         |
| 25            | Massimo Luongo   | ausztrál  | középpályás | 1992. szeptember 25. (32 éves) |                                  |         |         |         |         |
| Csatárok      |                  |           |             |                                |                                  |         |         |         |         |
| 10            | Conor Chaplin    | angol     | csatár      | 1997. február 16. (28 éves)    |                                  |         |         |         |         |
| 16            | Alí el-Hamádí    | iraki     | csatár      | 2002. március 1. (23 éves)     |                                  |         |         |         |         |
| 19            | Liam Delap       | angol     | csatár      | 2003. február 8. (22 éves)     |                                  |         |         |         |         |
| 21            | Chiedozie Ogbene | ír        | csatár      | 1997. május 1. (28 éves)       |                                  |         |         |         |         |
| 23            | Sammie Szmodics  | ír        | csatár      | 1995. szeptember 24. (29 éves) |                                  |         |         |         |         |
| 27            | George Hirst     | angol     | csatár      | 1999. február 15. (26 éves)    |                                  |         |         |         |         |
| 33            | Nathan Broadhead | walesi    | csatár      | 1998. február 5. (27 éves)     |                                  |         |         |         |         |
| 47            | Jack Clarke      | ír        | csatár      | 2000. november 23. (24 éves)   |                                  |         |         |         |         |

Ed Sheeran szponzor megkapta a 17-es mezszámot a szezonra.

### Kölcsönben
| #           | Név               | Nemzet     | Posztok     | Szül. év (kor)                | kölcsönben:                      | meddig:           |
| kapus       | kapus             | kapus      | kapus       | kapus                         | kapus                            | kapus             |
| ----------- | ----------------- | ---------- | ----------- | ----------------------------- | -------------------------------- | ----------------- |
| Semmilyenek |                   |            |             |                               |                                  |                   |
| hátvéd      |                   |            |             |                               |                                  |                   |
| –           | Elkan Baggott     | indonéziai | hátvéd      | 2002. október 23. (22 éves)   | kölcsönben a Blackpool-nál       | 2025. május 31-ig |
| 4           | George Edmundson  | angol      | hátvéd      | 1997. augusztus 15. (27 éves) | kölcsönben a Middlesborough-nál  | 2025. május 31-ig |
| középpályás |                   |            |             |                               |                                  |                   |
| 11          | Marcus Harness    | ír         | középpályás | 1996. február 24. (29 éves)   | kölcsönben a Derby County-nél    | 2025. május 31-ig |
| 30          | Cameron Humphreys | angol      | középpályás | 2003. október 30. (21 éves)   | kölcsönben Wycombe Wanderers-nél | 2025. május 31-ig |
| Csatárok    |                   |            |             |                               |                                  |                   |
| Semmilyenek |                   |            |             |                               |                                  |                   |

## Menedzserek
2024. május 4. szerint.
Ebben a listában csak a legalább 50 mérkőzésen a kispadon ülő vezetőedzőket tartalmazza. A jelenlegi vezetőedző Kieran McKenna.
| Név            | Ország         | Tól                 | Ig                  | Statisztika | Statisztika | Statisztika | Statisztika | Statisztika | Statisztika | Statisztika | Statisztika |
| Név            | Ország         | Tól                 | Ig                  | M           | Gy          | D           | V           | RG          | KG          | %           |             |
| -------------- | -------------- | ------------------- | ------------------- | ----------- | ----------- | ----------- | ----------- | ----------- | ----------- | ----------- | ----------- |
| Scott Duncan   | skót           | 1937. november 12.  | 1955. augusztus 7.  | 505         | 205         | 113         | 187         | 796         | 778         | 40,59%      |             |
| Alf Ramsey     | angol          | 1955. augusztus 8.  | 1963. április 30    | 369         | 176         | 75          | 118         | 723         | 584         | 47,69%      |             |
| Jackie Milburn | angol          | 1963. május 1.      | 1964. szeptember 8. | 56          | 11          | 12          | 33          | 75          | 146         | 19,64%      |             |
| Bill McGarry   | angol          | 1964. október 5.    | 1968. november 23.  | 196         | 80          | 62          | 54          | 323         | 272         | 40,81%      |             |
| Bobby Robson   | angol          | 1969. január 13.    | 1982. augusztus 18. | 709         | 316         | 173         | 220         | 1031        | 814         | 43,15%      |             |
| Bobby Ferguson | angol          | 1982. augusztus 19. | 1987. május 17.     | 258         | 97          | 61          | 100         | 335         | 323         | 37,59%      |             |
| John Duncan    | skót           | 1987. június 17.    | 1990. május 5.      | 161         | 73          | 29          | 59          | 237         | 214         | 45,34%      |             |
| John Lyall     | angol          | 1990. május 11.     | 1994. december 5.   | 231         | 77          | 75          | 79          | 291         | 308         | 33,33%      |             |
| George Burley  | skót           | 1994. december 28.  | 2002. október 11.   | 413         | 188         | 96          | 129         | 620         | 497         | 45,52%      |             |
| Joe Royle      | angol          | 2002. október 28.   | 2006. május 11.     | 189         | 81          | 48          | 60          | 308         | 265         | 42,85%      |             |
| Jim Magilton   | északír        | 2006. június 5.     | 2009. április 22.   | 143         | 55          | 39          | 49          | 198         | 174         | 38,46%      |             |
| Roy Keane      | IRL            | 2009. április 23.   | 2011. január 7.     | 81          | 28          | 25          | 28          |             |             | 34,6%       |             |
| Paul Jewell    | ENG            | 2011. január 13.    | 2012. október 24.   | 46          | 19          | 6           | 21          |             |             | 41,3%       |             |
| Mick McCarthy  | IRL            | 2012. november 1.   | 2018. április 10.   | 279         | 105         | 78          | 96          |             |             | 37,6%       |             |
| Paul Hurst     | ENG            | 2018. május 30.     | 2018. október 25.   | 15          | 1           | 7           | 7           |             |             | 6,7%        |             |
| Paul Lambert   | skót           | 2018. október 27.   | 2021. február 28.   | 113         | 37          | 28          | 48          |             |             | 32,7%       |             |
| Paul Cook      | angol          | 2021. március 2.    | 2021. december 4.   | 44          | 13          | 17          | 14          |             |             | 29,5%       |             |
| Kieran McKenna | Észak-Írország | 2021. december 16.  | Jelenleg            | 131         | 75          | 36          | 20          |             |             | 57,3%       |             |

## Sikerek
| Siker                                                   | Év                        |
| ------------------------------------------------------- | ------------------------- |
| Bajnok                                                  | 1961–62                   |
| Bajnoki második                                         | 1980–81, 1981–82          |
| Kupagyőztes                                             | 1977–78                   |
| FA kupa-elődöntős                                       | 1975, 1981                |
| Ligakupa-elődöntős                                      | 1982, 1985, 2001          |
| UEFA-kupa-győztes                                       | 1980–81                   |
| A másodosztály másodikja                                | 2023–2024                 |
| A másodosztály rájátszásának győztese                   | 2000                      |
| A történelmi másodosztály bajnoka                       | 1960–61, 1967–68, 1991–92 |
| A harmadosztály másodikja                               | 2022–2023                 |
| A történelmi harmadosztály északi csoportjának győztese | 1953–54, 1956–57          |
| Szuperkupa-győztes                                      | 1962, 1978                |
| Texaco Cup-győztes                                      | 1973                      |
| FA Youth Cup-győztes                                    | 1973, 1975, 2005          |
| Full Members Cup-elődöntős                              | 1987, 1990, 1991          |
| Amsterdam 700 Tournament-győztes                        | 1981                      |
| Uhrencup-győztes                                        | 1963                      |
| Anglo-Italian Cup-elődöntős                             | 1996                      |

## A csapat kötődése a filmiparhoz
Az Ipswich Town több játékosa, mint John Wark, Russell Osman, Laurie Sivell és Kevin O'Callaghan komolyabb szerepet kapott a Menekülés a győzelembe (1981) című, Pelével és Sylvester Stallonéval fémjelzett filmben. Rajtuk kívül epizódszerepet kapott még Kevin Beattie és Paul Cooper.